# 다이센릉 고분

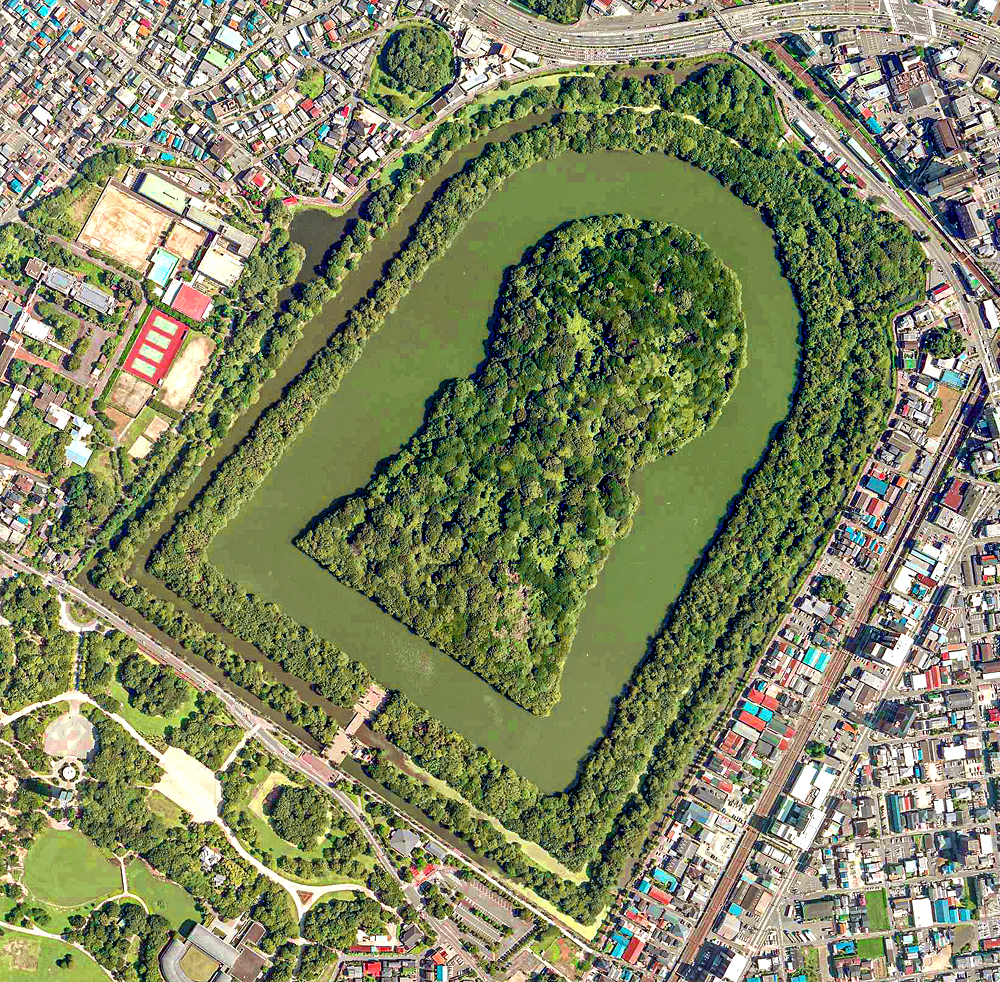

다이센릉 고분(일본어: 大仙陵古墳 다이센료우코훈[*])은 오사카부 사카이시 사카이구 다이센정에 있는 고분, 천황릉이다. 형상은 전방후원분이다. 모즈 고분군을 구성하는 고분 중 한 기로, 일본 최대의 고분이다.
피장자가 누구인지 분명하지 않지만, 궁내청에서는 닌토쿠 천황의 능인 모즈노미미하라 중릉(일본어: 百舌鳥耳原中陵 모즈미미하라노미사사기[*])이 이 고분이라고 비정한다. 따라서 닌토쿠 천황릉(일본어: 仁徳天皇陵 닌토쿠텐노우료우[*]), 닌토쿠릉 고분(일본어: 仁徳陵古墳 닌토쿠료우코훈[*])이라고도 한다. 하지만 궁내청에서 발굴을 허가하지 않기에 진짜 누구 능인지는 알 길이 없다.
2019년 7월 6일 모즈·후루이치 고분군의 다른 고분들과 함께 세계문화유산으로 등록되었다.